# Mycolevis
Mycolevis är ett släkte av svampar. Mycolevis ingår i familjen Albatrellaceae, ordningen Russulales, klassen Agaricomycetes, divisionen basidiesvampar och riket svampar.
|           | Scutiger                               |
|           |                                        |
|           | Leucogaster                            |
|           |                                        |
|           | Leucophleps                            |
|           |                                        |
|           | Albatrellus                            |
|           |                                        |
|           | Polyporoletus                          |
|           |                                        |
|           | Jahnoporus                             |
|           |                                        |
| Mycolevis | \| \| Mycolevis siccigleba \| \| \| \| |
|           | \| \| Mycolevis siccigleba \| \| \| \| |
|           | Mycolevis siccigleba                   |
|           |                                        |

|  | Mycolevis siccigleba |
|  |                      |